# Everaldo Marques da Silva
Everaldo Marques da Silva, conegut com a Everaldo, (11 de setembre de 1944 - 28 d'octubre de 1974) fou un futbolista brasiler.

## Selecció del Brasil
Va formar part de l'equip brasiler a la Copa del Món de 1970.